# استفان د فرای
استفان د فرای (هلندی: Stefan de Vrij؛ زادهٔ ۵ فوریهٔ ۱۹۹۲) بازیکن فوتبال اهل هلند است که برای باشگاه فوتبال اینتر میلان در پست 
مدافع بازی می‌کند.
او سابقه بازی در تیم های  فاینورد، لاتزیو، اینترمیلان و تیم ملی هلند را در کارنامه خود دارد.

## افتخارات

### باشگاهی
لاتزیو
- سوپر جام فوتبال ایتالیا(۱): ۲۰۱۷

اینتر میلان
- سری آ(۲): ۲۱–۲۰۲۰، ۲۴–۲۰۲۳
- جام حذفی فوتبال ایتالیا(۲): ۲۲–۲۰۲۱، ۲۳–۲۰۲۲
- سوپر جام فوتبال ایتالیا(۳): ۲۰۲۱، ۲۰۲۲، ۲۰۲۳
- لیگ قهرمانان اروپا: ۲۳–۲۰۲۲، ۲۵–۲۰۲۴ (نایب‌قهرمان)
- لیگ اروپا: ۲۰–۲۰۱۹ (نایب قهرمان)

### ملی
تیم ملی فوتبال هلند
- جام جهانی فوتبال ۲۰۱۴ (سوم)
- لیگ ملت های اروپا ۱۹–۲۰۱۸ (نایب قهرمان)

### فردی
- تیم ستارگان جام جهانی فوتبال: ۲۰۱۴
- بهترین مدافع سری آ: ۲۰–۲۰۱۹
- تیم منتخب لیگ اروپا: ۲۰–۲۰۱۹
- تیم منتخب سری آ: ۲۰–۲۰۱۹، ۲۱–۲۰۲۰

## آمار ملی

### بازی‌های ملی
تا تاریخ ۹ مه ۲۰۲۵
| هلند  | هلند | هلند | هلند |
| سال   | بازی | گل   |      |
| ----- | ---- | ---- | ---- |
| ۲۰۱۲  | ۲    | ۰    |      |
| ۲۰۱۳  | ۷    | ۰    |      |
| ۲۰۱۴  | ۱۶   | ۲    |      |
| ۲۰۱۵  | ۵    | ۱    |      |
| ۲۰۱۷  | ۳    | ۰    |      |
| ۲۰۱۸  | ۴    | ۰    |      |
| ۲۰۲۰  | ۶    | ۰    |      |
| ۲۰۲۱  | ۱۲   | ۰    |      |
| ۲۰۲۲  | ۴    | ۰    |      |
| ۲۰۲۳  | ۳    | ۰    |      |
| ۲۰۲۴  | ۱۱   | ۱    |      |
| ۲۰۲۵  | ۲    | ۰    |      |
| مجموع | ۷۵   | ۴    |      |

### گل‌های ملی
| شماره | تاریخ          | میزبان   | بازی ملی | حریف    | نتیجه | رقابت                         |
| ----- | -------------- | -------- | -------- | ------- | ----- | ----------------------------- |
| ۱     | ۱۳ ژوئن ۲۰۱۴   | سالوادور | ۱۳       | اسپانیا | ۵–۱   | جام جهانی ۲۰۱۴ برزیل          |
| ۲     | ۹ سپتامبر ۲۰۱۴ | پراگ     | ۲۱       | چک      | ۱–۲   | مقدماتی جام ملت‌های اروپا ۲۰۲۰ |
| ۳     | ۳۱ مارس ۲۰۱۵   | آمستردام | ۲۷       | اسپانیا | ۲–۰   | دوستانه                       |
| ۴     | ۶ ژوئیه ۲۰۲۴   | برلین    | ۶۹       | ترکیه   | ۲–۱   | جام ملت های اروپا ۲۰۲۴        |